# Fuente de San Marcelo
Fuente de San Marcelo es una fuente pública de la ciudad de León (España) que forma parte del grupo de fuentes públicas construidas en el siglo XVIII en la época de la Ilustración. Se encuentra situada en la plaza de San Marcelo, en el barrio del mismo nombre llamado en tiempos anteriores Burgo Nuevo. Está realizada con dos tipos de piedra: piedra caliza llamada griotte y piedra de las canteras de Boñar, más blanda y fácil de esculpir. El trabajo de fontanería lo llevó a cabo el maestro Isidro Cruela. Sobre la parte artística se tienen muchas dudas pues la documentación está desaparecida.

## Ubicación y entorno
Se encuentra en la plaza de San Marcelo, un barrio burocrático que se llamó al principio Burgo Nuevo. En su entorno está la iglesia de San Marcelo, el Ayuntamiento cuya traza se debe a Juan Ribero de Rada, el hospital de San Antonio Abad, el palacio de los Guzmanes, las casas solariegas de los Villafañe y de los Escobar además de otras viviendas interesantes. El lugar era especialmente importante por el tránsito que tenía hacia la catedral y hacia las puertas del Malvar y de Santo domingo y sobre todo el que llegaba desde la puerta Moneda (por el sur) a través de la calle de la Rúa o de Francos que era el Camino de Santiago. En 1972 se hizo obra en la plaza para construir un aparcamiento subterráneo y la fuente cambió de lugar unos pocos metros.

## Descripción
Para su creación se emplearon dos tipos de piedra, la caliza llamada griotte (con un veteado de tonalidades rosas), muy resistente para los cambios de temperatura. Con esta piedra se hizo toda la parte arquitectónica. Se extraía de unas canteras cercanas en las localidades de Robles de la Valcueva, Orzonaga, Rabanal de Fenar, Candanedo de Fenar y Boñar. El otro tipo de piedra al ser más blanda y fácil de trabajar servía para la parte artística y se extraía en las canteras de Boñar que eran conocidas desde  la Edad Media.

Comprende un pilón circular con tres entrantes de ángulos rectos que facilitan la entrada y cercanía a los caños. Para que los carruajes no se acercaran y dañaran el monumento se instalaron unos postes alrededor. El pretil está decorado con dos bandas rehundidas, muy simples. Tiene tres caños que salen del cuerpo central cilíndrico al que adornan tres franjas verticales con sus capiteles en forma de volutas. En uno de los espacios del cilindro se labró el escudo de la ciudad. Hay otras esculturas con cabezas fantásticas de seres mitológicos. El remate de la fuente es un jarrón adornado con gallones y encima un conjunto de flores y frutos. Hay también inscripciones; en una se da notificación del momento histórico en que se construyó y del autor de la obra:

REYNANDO CARLOS III. AÑO DE MDCCLXXXVI. ISIDRO CRUELA, FONTANERO Y ARQUITECTO
Isidro Cruela

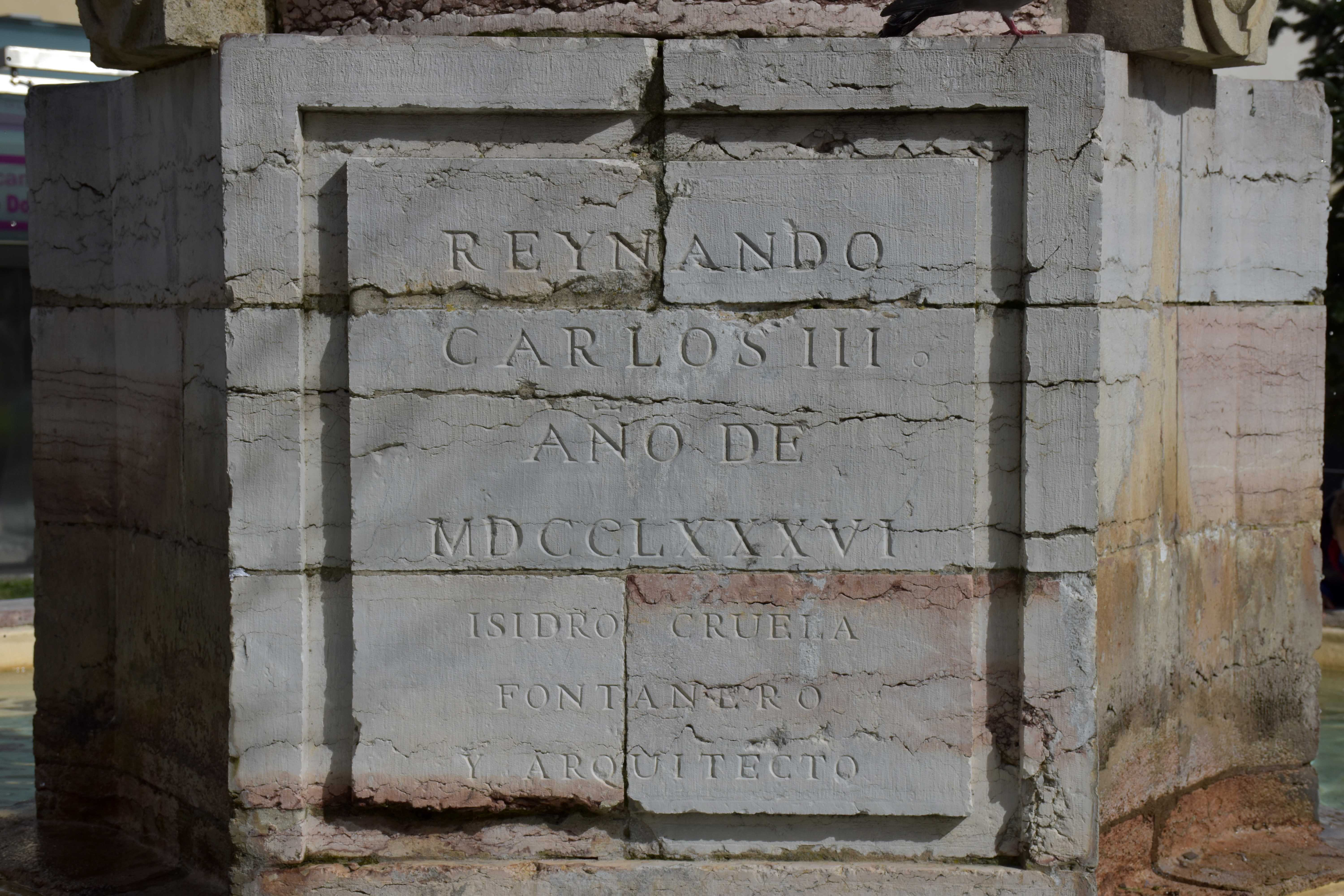
Inscripción

En la segunda inscripción se da cuenta, con una sencilla frase, del promotor y autor de los gastos:

EL COMUN DE VECINOS DE LEÓN

Hay una tercera inscripción que dice:

POR LA SALUD PÚBLICA Y ADORNO DE LA CIUDAD

## Trabajo de fontanería

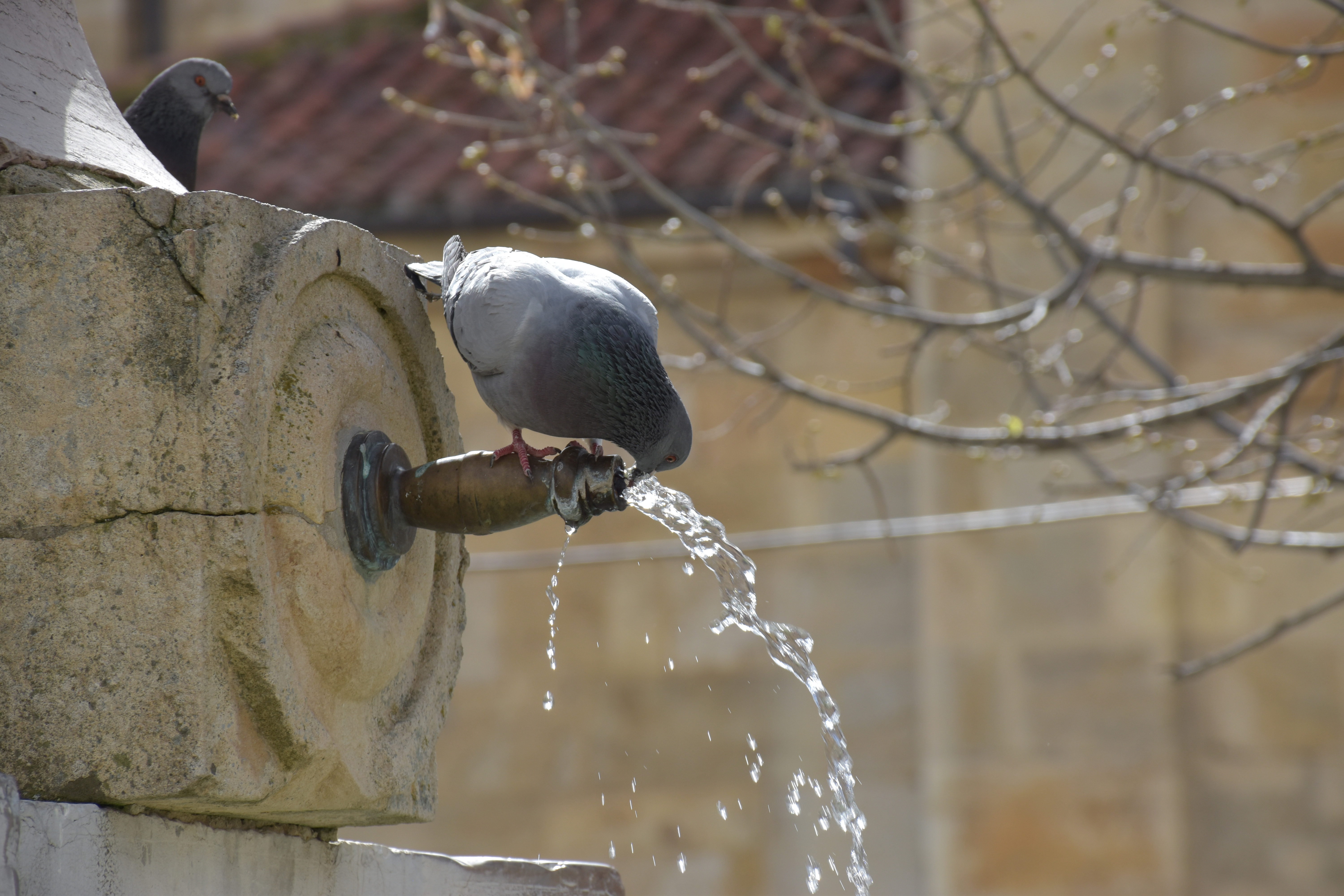
Caño de la fuente

En 1785 llegó a León el maestro fontanero Isidro Cruela para sustituir a José Fernández Miranda que había muerto. Le ayudaban en el trabajo los oficiales Juan Rodríguez (de Madrid) e Ignacio Barrales. El maestro platero Bentura Rebollo realizó los caños primitivos de metal.